# Passiflora fruticosa
Passiflora fruticosa är en passionsblomsväxtart som beskrevs av Ellsworth Paine Killip. Passiflora fruticosa ingår i släktet passionsblommor, och familjen passionsblomsväxter. Inga underarter finns listade i Catalogue of Life.